# Aleksander Roman Boroński
Aleksander Roman Boroński (ur. 3 marca 1893 w Drohobyczu, zm. 3 lutego 1975 w Warszawie) – major artylerii Wojska Polskiego.

## Życiorys

### Dzieciństwo i młodość
Był synem Grzegorza i Antoniny z Jaremów. Miał trzech braci i trzy siostry. Ojciec był górnikiem naftowym. Bezpośrednio przed wybuchem I wojny światowej został skierowany do pracy na Bliski Wschód. Gdy rozpoczęła się wojna, był już w Grecji. Grecy internowali go jako obywatela Austro-Węgier w obozie na wyspie Korfu, gdzie nie doczekał końca wojny.
Aleksander Roman Boroński od 1901 uczęszczał najpierw do czteroklasowej szkoły powszechnej, a następnie do Gimnazjum Franciszka Józefa w Drohobyczu, gdzie w czerwcu 1913 zdał egzamin maturalny. Jak wielu drohobyckich gimnazjalistów, od września 1911 brał udział w działalności niepodległościowej jako zarzewiak oraz członek XXXVI Polskiej Drużyny Strzeleckiej. Po ukończeniu szkoły średniej został przyjęty na Wydział Prawa Uniwersytetu Franciszkańskiego we Lwowie.

### I wojna światowa
Nie było mu dane rozpocząć studiów, gdyż 1 sierpnia 1914 rozpoczęła się I wojna światowa. Trzy dni później został wcielony do 3 Galicyjskiego Pułku Artylerii Fortecznej Księcia Franza Ulricha Kinsky’ego w Przemyślu i skierowany do Szkoły Jednorocznych Ochotników przy tym oddziale. W czasie pierwszego oblężenia Twierdzy Przemyśl wraz ze swoją 12 baterią bronił fortu IX Ujkowice. Po zakończeniu oblężenia Szkoła Jednorocznych Ochotników została przeniesiona 1 listopada 1914 do Budapesztu.
21 maja 1915, po ukończeniu szkoły, został mianowany kadetem rezerwy i jednocześnie przeniesiony do Bisambergu pod Wiedniem na stanowisko oficera 6 baterii w 6 Dywizjonie Artylerii Fortecznej. Tam też 30 grudnia 1915 został awansowany do stopnia podporucznika rezerwy. W tym czasie brał udział w pracach fortyfikacyjnych w Wiedniu Północ. W lutym 1916 powierzono mu funkcję oficera ogniowego 10 baterii i skierowano najpierw do walki na froncie wołyńskim nad Styrem i Strypą, a po 9 miesiącach – na front włoski nad rzeką Isonzo. Po ciężkich walkach, w maju 1917 odesłano go na tyły do Wiednia, by w czerwcu ponownie skierować na front w Tyrolu Południowym, tym razem jako dowódcę baterii w 13 pułku artylerii ciężkiej. Po zakończeniu walk został urlopowany w celu podjęcia studiów.

### Działalność niepodległościowa
Do Drohobycza przybył 20 października 1918, gdzie wstąpił do Polskiej Organizacji Wojskowej. 3 listopada 1918 na czele oddziału Polskiej Organizacji Wojskowej brał czynny udział w zajmowaniu koszar w Drohobyczu, a także w rozbrajaniu ukraińskiej policji, po czym ukrywał się. Za jego ujęcie Ukraińcy wyznaczyli nagrodę. Zatrzymany przypadkowo, uciekł z transportu kolejowego. Tropiony przez ukraińskich żandarmów, 20 kwietnia 1919 przy pomocy państwa Jaklińskich z placówki Polskiej Organizacji Wojskowej w Schodnicy przedostał się przez Karpaty do Budapesztu wraz z Zygmuntem Apoloniuszem Grabowieckim i Kazimierzem Bronisławem Paszyńskim, a stamtąd do Krakowa.

### W Wojsku Polskim
1 maja zameldował się na Stacji Zbornej dla Oficerów w Krakowie. Otrzymał najpierw przydział do 2 pułku artylerii górskiej, a 25 maja 1919 – do 6 baterii 6 pułku artylerii polowej, którym dowodził ppłk Teodor Nałęcz-Tański. Objął w nim funkcję oficera ogniowego. W pierwszej połowie lipca ukończył w Modlinie francuski kurs artylerii polowej, który prowadził Francuz – mjr Jean Toussaint. 30 lipca 1919 został skierowany na II kurs Szkoły Oficerów Wojsk Samochodowych przy Autonaczelnictwie w Krakowie (dowódca szkoły – kpt. dr Tadeusz Piotrowski). Po jej ukończeniu powierzono mu obowiązki referenta w Sekcji Wojsk Samochodowych Departamentu Wojsk Technicznych Ministerstwa Spraw Wojskowych w Warszawie, którą kierował ppłk Wincenty Podgórski.

### Służba w artylerii przeciwlotniczej
Podczas wojny polsko-rosyjskiej na przełomie czerwca i lipca 1920 przystąpiono w Warszawie do tworzenia pierwszej polskiej jednostki artylerii przeciwlotniczej – Dywizjonu Szkolnego Artylerii Zenitowej. W związku z tym, że w dywizjonie znajdowało się 28 pojazdów samochodowych i 4 motocykle, potrzebny był oficer, który zarządzałby gospodarką samochodową w jednostce, a także znałby się na sprzęcie artyleryjskim. Najlepiej zatem byłby  to artylerzysta z wykształceniem samochodowym, i takiego właśnie oficera znaleziono - był nim por. Aleksander Roman Boroński. Sekcja Wojsk Samochodowych z niechęcią oddała dobrego specjalistę.
1 lipca 1920 rozpoczął się w Warszawie kurs dla 12 oficerów – przyszłych przeciwlotników, prowadzony przez dwóch francuskich kapitanów: Louisa Benarda i Ernesta Jeana Renauda. W sierpniu pierwsze baterie użyto do obrony przeciwlotniczej Warszawy. Po zakończeniu działań wojennych w Dywizjonie Szkolnym Artylerii Zenitowej został utworzony (w styczniu 1921) Oddział Szkolny Samochodowy, dowodzenie którym powierzono por. Aleksandrowi Romanowi Borońskiemu. Tak więc oprócz zarządzania gospodarką samochodową otrzymał bardzo ważne zadanie szkolenia kierowców.
Po każdej wojnie następuje zazwyczaj demobilizacja. Zasada ta obowiązywała także po zakończeniu wojny polsko-rosyjskiej. 7 lipca 1921 por. Aleksander Roman Boroński złożył raport o zdemobilizowanie go. Mimo pozytywnych opinii przełożonych i propozycji pozostawienia w służbie stałej złożonej przez dowódcę Baterii Zapasowej Artylerii Zenitowej ppłk. Leopolda Izydora Połoszynowicza, por. Aleksander Roman Boroński podtrzymał swoją decyzję i 25 października 1921 został zwolniony do rezerwy.

### Po demobilizacji
Po powrocie do Drohobycza zamieszkał przy ul. Stryjskiej 43. Pracował najpierw jako robotnik w Kopalni Ropy Naftowej „Tryskaj” w Borysławiu, jednocześnie ucząc się w Krajowej Szkole Górniczej i Wiertniczej. Następnie był asystentem kierownika w kopalniach „Tryskaj” i „Milano”. Po ukończeniu szkoły pełnił obowiązki (p.o.) kierownika kopalni „Pontresina” w Borysławiu.

### Ponownie w artylerii przeciwlotniczej
2 grudnia 1925 Minister Spraw Wojskowych powołał kpt. rez. Aleksandra Romana Borońskiego do służby czynnej z dniem 21 stycznia 1926 w stopniu kapitana ze starszeństwem z dniem 1 lutego 1925 i 2. lokatą w korpusie oficerów zawodowych artylerii. Po czym skierowano go na trzymiesięczny kurs dla oficerów obrony przeciwlotniczej przy 1 Pułku Artylerii Przeciwlotniczej. Jeszcze w czasie kursu pod koniec lutego przejął referat samochodowy od kpt. Stanisława Krzywobłockiego. 31 października 1927 natomiast rozpoczął dowodzenie 5 baterią.
Rok 1928 obfitował w wiele wydarzeń. 11 lutego zawarł związek małżeński z Anną Michaliną Tomaszczyk w kościele Zbawiciela w Warszawie, 8 października urodził się mu syn Jerzy, kilka dni wcześniej kpt. Boroński przejął dowodzenie 1 baterią. 8 listopada 1930 powierzono mu dowodzenie I dywizjonem. Rok później urodziła się mu córka Izabela. W kwietniu 1932 został skierowany na kurs doskonalący do Szkoły Strzelania Artylerii w Toruniu.
Ważnym etapem jego służbie wojskowej było wyznaczenie na stanowisko I oficera Sztabu 11 Grupy Artylerii. Na stanowisku tym, zwłaszcza w latach 1936–1938, w których podległe jednostki zostały w krótkim czasie rozbudowane, a ponadto prowadzono intensywne prace nad wprowadzeniem do uzbrojenia nowych typów dział przeciwlotniczych, potrafił swoim niezmordowanym, wykraczającą daleko poza normy zwykłego obowiązku działaniem podołać zadaniom, jakie spadły na niego jako oficera sztabu. Biorąc udział w pracach wielu bardzo ważnych komisji zarówno w kraju, jak i za granicą (w grudniu 1935), wszędzie potrafił wykazać się głęboką znajomością rzeczy, a także racjonalnym i obiektywnym stosunkiem do każdego zagadnienia.
Na majora został awansowany ze starszeństwem z dniem 19 marca 1937 i 5. lokatą w korpusie oficerów artylerii. W 1938 objął dowodzenie IV dywizjonem 1 Pułku Artylerii Przeciwlotniczej w Warszawie. Na tym stanowisku czekało na niego wiele zadań, w tym przeniesienie do nowych koszar na Wawrzyszewie oraz zdobywanie doświadczeń szkoleniowych w procesie przygotowywania kadry i żołnierzy do pracy bojowej przy nowoczesnym sprzęcie, jakim były 75 mm armaty przeciwlotnicze wz. 36, a także szkolenie poligonowe oraz ćwiczenia z wojskami, doświadczalne i mobilizacyjne. Do tego można doliczyć dwukrotne bojowe rozwinięcie baterii dywizjonu w obronie przeciwlotniczej Warszawy na przełomie września i października 1938 oraz kwietnia i maja 1939.

### Kampania wrześniowa
W sierpniu 1939 powierzono mu z dniem 1 września dowodzenie nowo formowaną jednostką – 4 Dywizjonem Artylerii Przeciwlotniczej w Kutnie. Jednakże stanowiska tego nie zdążył już objąć. 24 sierpnia 1939 rozpoczęła się bowiem mobilizacja alarmowa jednostek artylerii przeciwlotniczej. W ramach przydziału mobilizacyjnego został skierowany do dowództwa Korpusu Interwencyjnego gen. bryg. Stanisława Skwarczyńskiego na stanowisko dowódcy obrony przeciwlotniczej. Brał udział w bitwie pod Iłżą w dniach 7–9 września, następnie przebijał się w kierunku południowo-wschodnim.

### Internowanie na Węgrzech i niewola niemiecka
18 września 1939 wraz z 200-osobową grupą żołnierzy przekroczył granicę węgierską na Przełęczy Tatarskiej, po czym został osadzony w obozie internowania w Egerze. Mimo trudnych warunków obozowych, zorganizował kurs mechaników samochodowych oraz nauki jazdy zarówno dla osób znajdujących się w obozach internowania, jak i dla Węgrów. W obozie tym przebywał do 19 listopada 1944, kiedy to wraz z grupą oficerów i szeregowych został wywieziony samochodami przez Niemców najpierw do Keisersteinbruch koło Eisenstadt w Austrii, później zaś do kilku innych oflagów i obozów pracy w Austrii oraz na terenie Niemiec. W ostatnim – w Oflagu III A w Genshagen pod Berlinem został oswobodzony przez wojska radzieckie. 22 czerwca 1945 opuścił obóz i powrócił do Ojczyzny.
W czasie wojny jego żona Anna Michalina przebywała z dziećmi w Dąbrówce pod Radzyminem. Tuż po wyzwoleniu dotknęła go tragedia rodzinna – 23 września 1944 zmarła córka Izabela.
3 lipca 1945 mjr Aleksander Roman Boroński stawił się przed Wojskową Komisją Poborowo-Rejestracyjną w Rejonowej Komendzie Uzupełnień Warszawa Miasto. Został skierowany na badania lekarskie, otrzymał kategorię zdrowia A oraz kartę rejestracyjną. Do czynnej służby wojskowej nie został jednak powołany mimo dwukrotnego zwracania się do Rejonowej Komendy Uzupełnień.

### W cywilu
W sierpniu 1945 podjął pracę cywilną w Polskich Liniach Lotniczych „Lot” początkowo w charakterze urzędnika, później zaś został kierownikiem oddziału. Od września 1945 był naczelnikiem Wydziału Ruchu Osobowego w Dyrekcji Państwowej Komunikacji Samochodowej w Warszawie, a od stycznia 1952 samodzielnym referentem w Warszawskich Zakładach Kinotechnicznych. W grudniu 1952 został zatrudniony w Państwowych Wydawnictwach Szkolnictwa Zawodowego w Warszawie na stanowisku redaktora, na którym przepracował 15 lat. 31 października 1967 odszedł na emeryturę.
Autor wspomnień pt.: Skok w nieznane. Z wypraw do Madziarów.
Zmarł 3 lutego 1975 w Szpitalu Wolskim w Warszawie, został pochowany na cmentarzu parafialnym w Puszczy Mariańskiej koło Skierniewic.

## Awanse
- podporucznik – 30 grudnia 1915
- porucznik – 1 maja 1918
- kapitan – 2 grudnia 1925
- major – 19 marca 1937

## Ordery i odznaczenia
- Medal Niepodległości (9 listopada 1933)[6][7]
- Srebrny Krzyż Zasługi (19 marca 1937)[8][7]
- Medal Pamiątkowy za Wojnę 1918–1921
- Medal Dziesięciolecia Odzyskanej Niepodległości
- Krzyż Wojskowy Karola (Austro-Węgry)
- Srebrny Wojskowy Krzyż Zasługi z Mieczami (Austro-Węgry)
- Brązowy Wojskowy Medal Zasługi (Austro-Węgry)